# Napiwoda (stacja kolejowa)
Napiwoda – zamknięty przystanek osobowy i ładownia a dawniej stacja kolejowa w Napiwodzie na linii kolejowej nr 225 Nidzica – Wielbark, w województwie warmińsko-mazurskim w Polsce.